# Karl Mauve
Carl Franz Ludwig Mauve (* 18. August 1860 in Kattowitz, Oberschlesien; † 7. Dezember 1922 in Lüneburg) war ein preußischer Verwaltungsjurist.

## Leben
Mauve studierte Rechtswissenschaft an der Schlesischen Friedrich-Wilhelms-Universität. 1880 wurde er im Corps Lusatia Breslau aktiv.
Er machte seine erste juristische Prüfung im November 1882 und promovierte im gleichen Jahr über römisches Recht an der Universität Straßburg. Im Januar 1883 wurde er Gerichtsreferendar im Bereich des Oberlandesgerichts Breslau. Von dort wechselte er Anfang 1885 als  Regierungsreferendar nach Oppeln. Nach Bestandener Großer Staatsprüfung wurde er im  Oktober 1887 zum Regierungsassessor. Im Jahr 1890 wechselte er an das Oberpräsidium in Posen und von Juni 1891 bis September 1892 arbeitete er als „Hülfsarbeiter“ im  Preußischen Kultusministerium. Ende 1892 wurde er zunächst kommissarischer Landrat im Kreis Hadersleben Nordschleswig, Provinz Schleswig-Holstein und 1893 als solcher bestätigt. Im Juni 1900 kam er als kommissarischer Oberregierungsrat  nach Kassel. Im September 1900 erfolgte die Bestätigung, bald war er auch Stellvertreter des Regierungspräsidenten. Im März 1903 wurde er zum Oberpräsidialrat beim Oberpräsidenten in Kassel befördert.
Im Jahr 1910 wurde er als Regierungspräsident in den Regierungsbezirk Aurich berufen und letztlich 1917 in den Regierungsbezirk Lüneburg versetzt, wo er 1922 in Pension ging.

## Familie
Mauve war zweimal verheiratet. Seine erste Frau N.N. Kunitz war die Tochter eines schlesischen Bergwerksdirektors. Nach ihrem Tod heiratete er Anna von Gehren (* 7. Oktober 1876), die Tochter des Homburger Landrats Otto von Gehren. Das Paar hatte vier Söhne und eine Tochter.

## Ehrungen
Ein Schwerpunkt seiner Arbeiten waren das Meliorationswesen und das Wanderarbeitsstättenwesen. Er wirke viel an der Gesetzgebung zu beiden Themen mit und erhielt dafür den königlich preußischen Kronen-Orden III. Klasse und andere Auszeichnungen.

## Werke
- Die usucapio libertatis, Breslau, 1882.
- Das Wanderarbeitsstättengesetz vom 29. Juni 1907, Berlin, 1909.